# Catedral Militar Rainha da Paz
A Catedral Militar da Rainha da Paz é uma catedral católica localizada no canteiro central entre as vias N1 e S1 do Eixo Monumental de Brasília, próximo ao Setor Militar Urbano (SMU). Pertence ao Ordinariado Militar do Brasil.
Foi projetada por Oscar Niemeyer e é uma das poucas construções do canteiro do Eixo Monumental Oeste.

## História

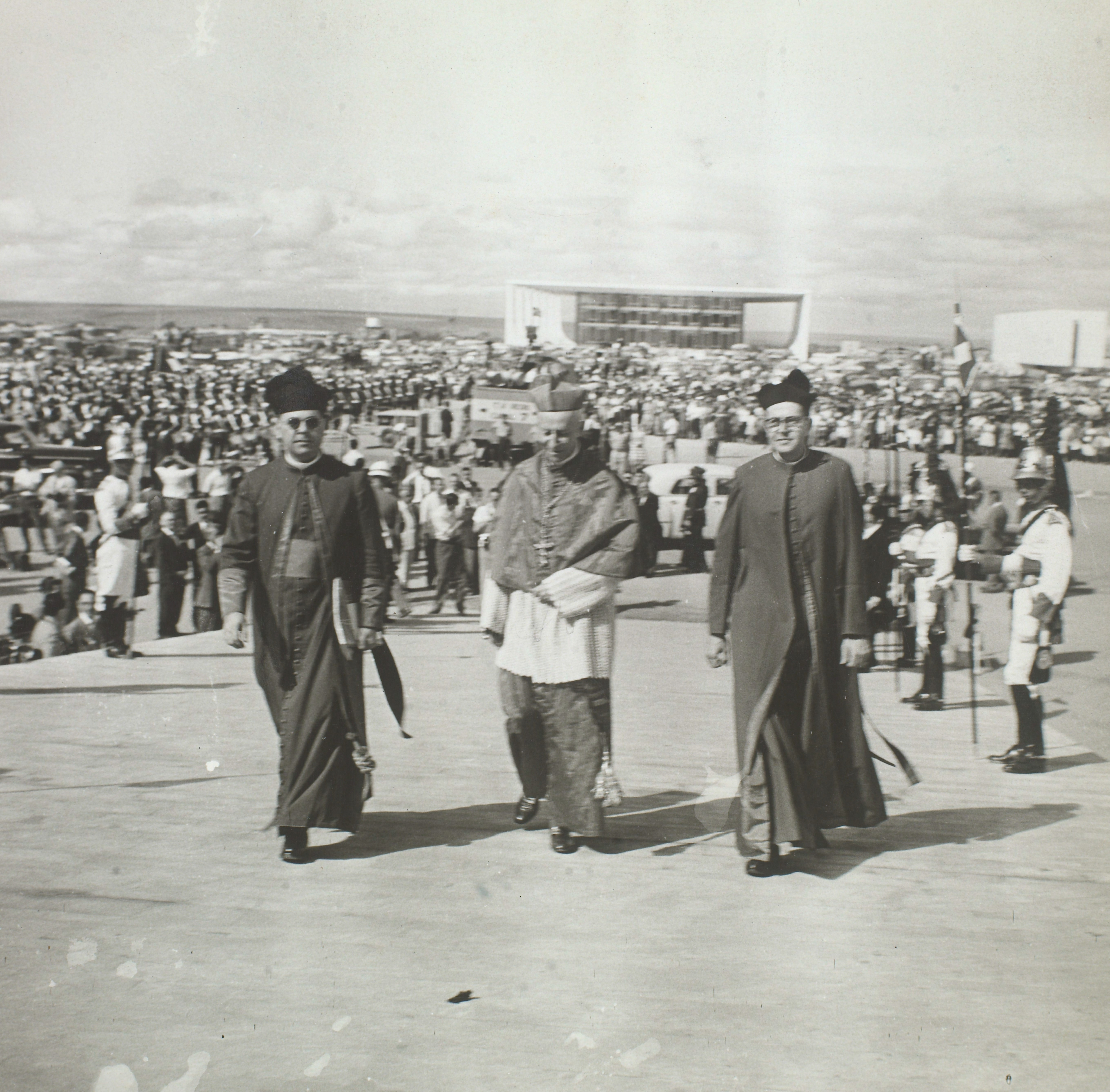
Dom José Newton de Almeida Baptista esteve na inauguração de Brasília como Arcebispo da cidade, e em 1963 se torna arcebispo militar.

### O prédio
A catedral foi construída com a utilização da estrutura do altar onde foi celebrada a missa pelo Papa João Paulo II, quando da visita a cidade em 1991, com a pedra fundamental da Catedral Militar Rainha da Paz tendo sido abençoada por João Paulo II. No dia 23 de março de 1993, Dom Geraldo Ávila, então Arcebispo Militar do Brasil, fez uma missa solene em comemoração a colocação da pedra fundamental em seu local definitivo no Eixo Monumental Oeste. As obras foram concluídas e a Catedral foi aberta no dia 12 de dezembro de 1994.
Em dezembro de 2019, a missa pelos 25 anos de construção da igreja foi celebrada por Dom Fernando José Monteiro Guimarães, o atual arcebispo ordinário militar do Brasil.

### Arcebispos
A Catedral Militar Rainha da Paz teve dois arcebispos militares desde sua inauguração. Dom José Newton de Almeida Baptista tinha sido o primeiro arcebispo, entre os anos de 1963 e 1990. Ele também era o arcebispo de Brasília na inauguração da cidade. O segundo arcebispo militar, Dom Geraldo do Espírito Santo Ávila, foi arcebispo entre 1990 e 2005, período onde o templo foi construído e aberto. Na Catedral foi construído um memorial com a cripta de Dom Geraldo Ávila após seu falecimento em 2005. O terceiro arcebispo militar foi Dom Osvino José Both, tornado emérito em 2014, quando assumiu Dom Fernando José Monteiro Guimarães, no cargo até hoje.

## Estrutura arquitetônica
A igreja foi projetada por Oscar Niemeyer e sua arquitetura tem um formato triangular, que remete a uma barraca de campanha militar. 
A estrutura metálica que foi utilizada na visita do Papa João Paulo II a Brasília, foi desmontada e remontada no Eixo Monumental Oeste e completada com alvenaria nas fachadas leste e oeste. A Catedral possui uma grande cruz em concreto na entrada cujo acesso, localizado no lado oeste, é feito por uma rampa.
 

No interior um altar singelo e bancos largos são complementados por três vitrais que propiciam a iluminação natural. No subsolo foi construída uma capela.
- Frente da Catedral, com a cruz.
- Imagem de Nossa Senhora Rainha da Paz.
- Interior da Catedral.
- O formato remete a uma barraca militar.
- Parte de trás da Catedral.